# 12775 Brackett
12775 Brackett este un asteroid din centura principală de asteroizi.

## Descriere
12775 Brackett este un asteroid din centura principală de asteroizi. A fost descoperit pe 12 august 1994 la Observatorul La Silla de Eric Walter Elst. Asteroidul prezintă o orbită caracterizată de o semiaxă mare de 2,65 ua, o excentricitate de 0,24 și o înclinație de 3,7° în raport cu ecliptica.